# Joaquín Cruz Solís
Joaquín Cruz Solís (Andújar, Jaén, 27 de enero de 1930-Madrid, 21 de febrero de 2021) fue un restaurador español.

## Biografía
Nacido en Andujar (Jaén), a comienzos de la década de los años treinta del siglo XX, en una familia de artistas restauradores. Era hijo del restaurador mancharrealeño Fernando Cruz Muñoz y la andujareña Joaquina Solís Jurado. Tanto él como sus dos hermanos Antonio y Raimundo, y la esposa de este último, Isabel Pozas, se dedicaron durante décadas a restaurar algunas de las imágenes más conocidas de la Semana Santa andaluza: el Cachorro (1973), el Señor del Gran Poder (1983 y 2006), Nuestro Padre Jesús de la Pasión (1996), la Virgen de la Amargura (1996), la Cofradía de las Penas, el Cristo de la Fundación, o el Señor del Descendimiento de la Quinta Angustia. Además del madrileño Cristo de la Buena Muerte.
Cruz Solís fue profesor de la Facultad de Bellas Artes (Universidad Complutense de Madrid), director del Instituto Central de Restauración y jefe del departamento de escultura del Instituto de Conservación y Restauración de Obras de Arte, que pasó a denominarse en 1985 Instituto del Patrimonio Cultural de España. En Madrid, los hermanos Cruz Solís revolucionaron tanto la técnica, como los criterios con los que se restauraban las esculturas, aplicando protocolos que perduran en el siglo XXI y son estudiados en diversas facultades españolas de Bellas Artes. A ellos se les debe la creación del Instituto Andaluz del Patrimonio Histórico (IAPH).
Dirigió su última restauración en siete fases, con la titular y patrona de la Soberana Orden Militar de Caballería de Alfonso XIII, imagen sagrada de las denominadas como Vírgenes Negras, poco tiempo antes de su fallecimiento trabajó para restituir la belleza de Nuestra Señora Santa María de los Torneos.
Joaquín Cruz Solís falleció en la capital de España, tan solo unas semanas después de haber cumplido noventa y un años.

## Premios y reconocimientos
- Petición de la Medalla de Andalucía encabezada por la Hermandad de Los Negritos.[1]
- Los Hermanos Cruz Solís, tienen una plaza dedicada a ellos, detrás de la basílica del Cachorro, en Triana (Sevilla)[6]
- Galardón del “llamador” concedido por Canal Sur Radio (2007).[7]